# MG HS
La MG HS è un'autovettura prodotta dalla casa automobilistica cinese SAIC con il marchio inglese Morris Garages dal 2018.

## Prima serie (2018-2024)

### Profilo e contesto
La HS è stata anticipata dalla concept car MG X Motion. La vettura ha debuttato al salone di 2018 Pechino 2018 insieme alla Roewe Marvel X. La vettura è un SUV compatto a 5 porte con motore anteriore trasversale e sola trazione anteriore.
Le motorizzazioni disponibili sulla MG HS includono due motori turbo a benzina con 4 cilindri in linea: un 1.5 litri da 169 CV e un 2.0 litri da 231 CV. Le trasmissioni disponibili sono un manuale a 6 velocità, un automatico DCT a 6 marce o un Sportronic DCT a 7 marce.

### Versione ibrida plug-in

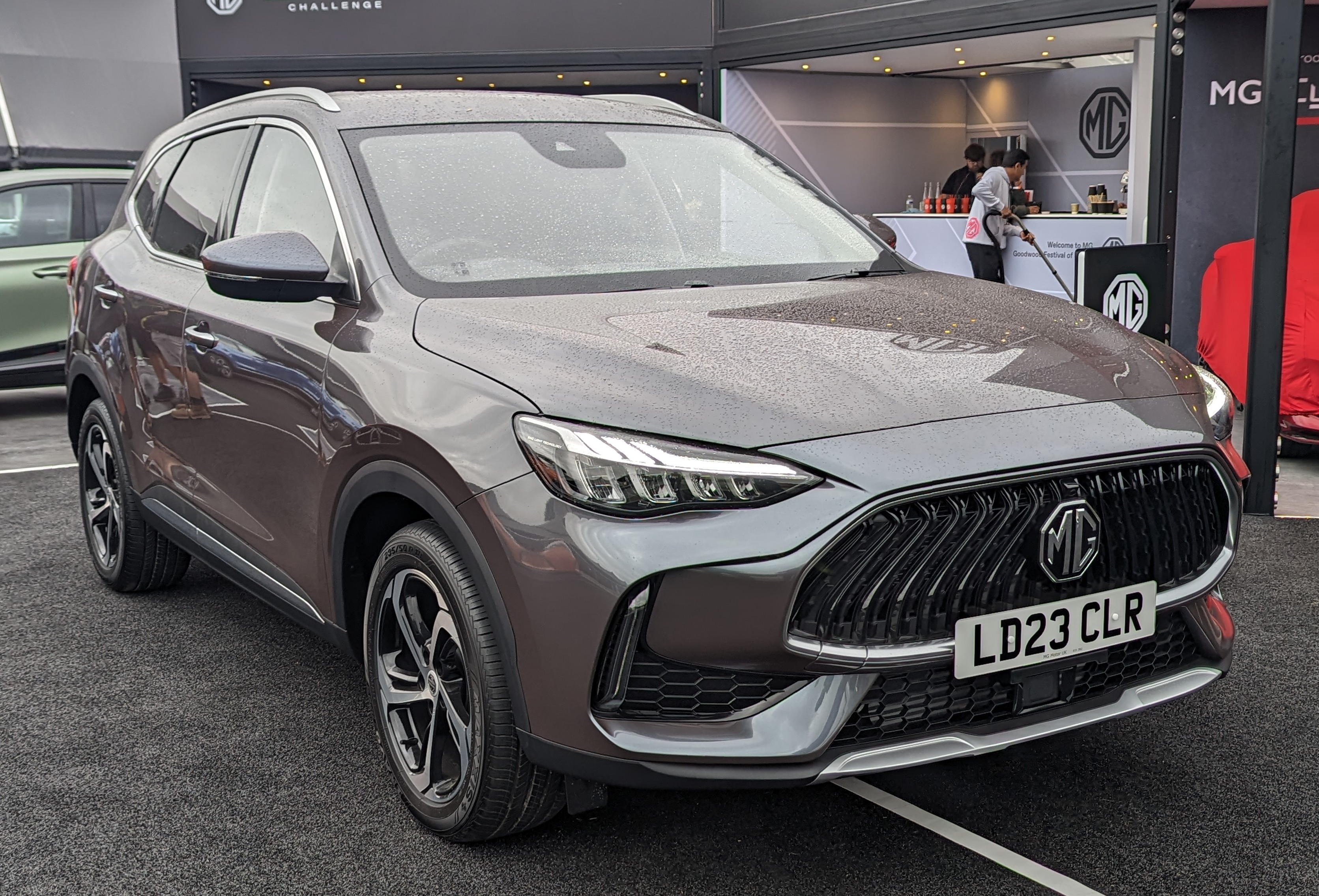
Restyling

Denominata EHS, la versione ibrida ricaricabile PHEV è equipaggiata con il motore 1,5 turbo benzina a iniezione diretta da 162 cavalli abbinato ad un motore elettrico da 90 kW e a una batteria agli ioni di litio da 16,6 kWh, che complessivamente eroga 258 cavalli e 370 Nm di coppia massima. In modalità solo elettrica può percorrere fino a 52 km nel ciclo WLTP.
I consumi omologati sono di 1,8 l/100 km e le emissioni a 43 g/km di anidride carbonica. Lo scatto da 0 a 100 km/h avviene in 6,9 secondi e la velocità massima è di 190 km/h. La trasmissione è automatica a 6 rapporti (4 rapporti nella marcia elettrica) e la trazione è anteriore.

### Restyling 2020
Nel settembre 2020 ha fatto la sua comparsa al salone di Pechino 2020 il restyling di mezza età della HS, caratterizzato dal fatto che è 46 mm più lunga e 21 mm più alta, essendo lunga 4610 mm e alta 1685 mm.

## Seconda serie (dal 2024)

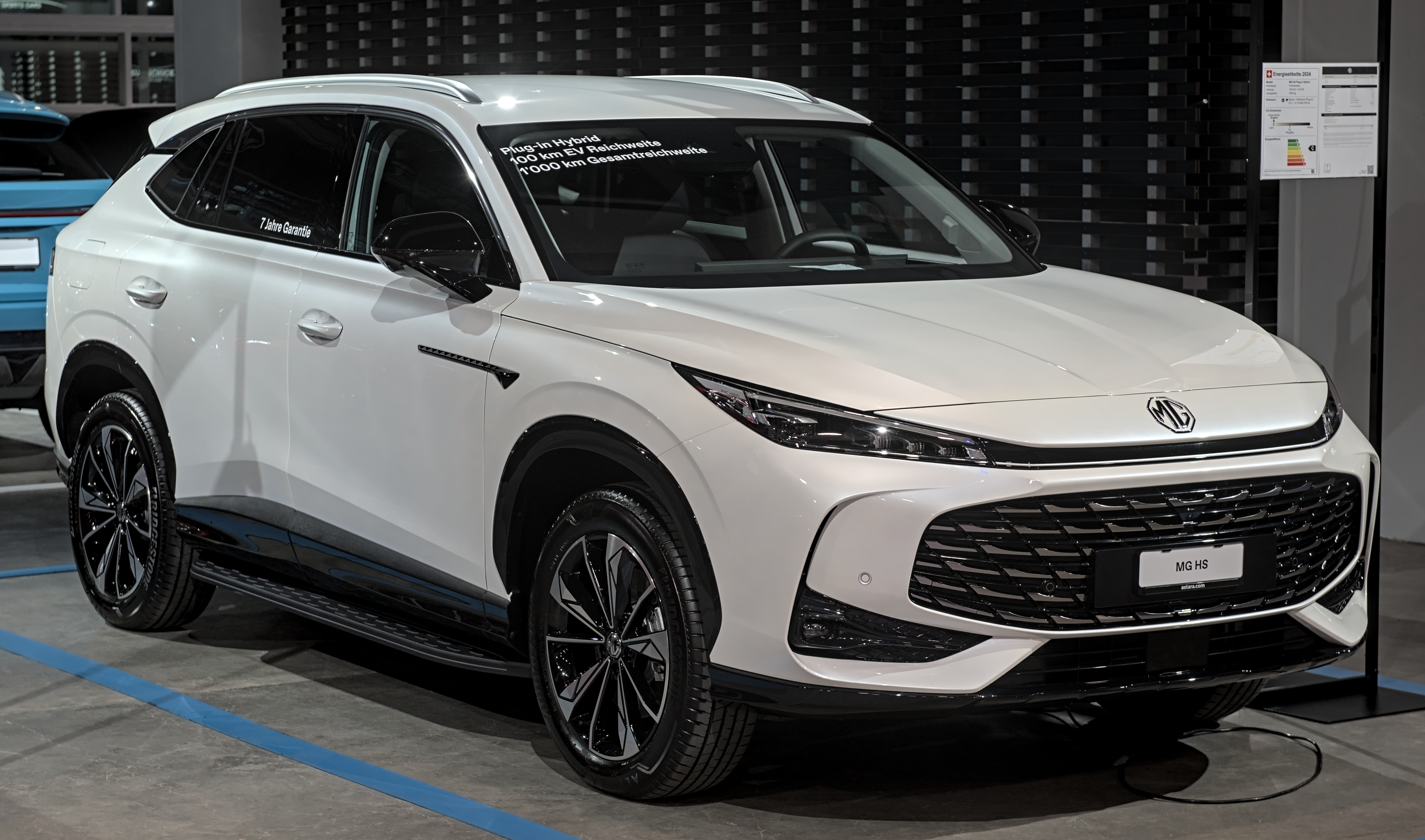
HS II

La seconda generazione della HS è stata presentata ufficialmente al pubblico l'11 luglio 2024 al Goodwood Festival of Speed. Basata in gran parte sulla terza generazione della Roewe RX5, disponibile sia versioni a benzina, che ibrida o plug-in (PHEV).